# British American Tobacco (Zambia)
British American Tobacco (Zambia) Plc (BATZ) ist eine Aktiengesellschaft in Sambia. Sie wird an der Börse Lusaka Stock Exchange gehandelt. Sie ist eine Tochterfirma der British American Tobacco in Britannien, die weltweit über 50 solcher Unternehmen betreibt.
Sitz ist Lusaka. Sie betreibt Depots in Lusaka, Kitwe und Ndola. Da die Produktion in Lusaka 2006 aufgegeben wird, verlegt das Unternehmen auch seinen Sitz. 
Unternehmenszweck ist der Großhandel mit Tabak, seine Vorverarbeitung und die Produktion von Zigaretten. BATZ versorgt ausschließlich den Inlandsmarkt. Im Jahr 2005 konnte BATZ auf dem sambischen Inlandsmarkt 768 Millionen Zigaretten absetzen. Im Jahr 2005 wurden Kwacha 150 Milliarden umgesetzt, Kwacha 82,7 Milliarden an Steuern abgeführt und Kwacha 6,4 Milliarden an Dividenden ausgeschüttet. Im Dezember 2006 sind ein US-Dollar 4.000 Sambische Kwacha.
British American Tobacco (Zambia) kauft weniger als zwei Prozent der sambischen Tabakernte auf und betreibt weder Anbau noch den Export von Tabakblättern. Der Schmuggel von Zigaretten aus Simbabwe wird auf 200 Millionen Zigaretten pro Jahr geschätzt.